# Persicaria hydropiper
Renouée Poivre d'eau
Espèce
Classification phylogénétique
Statut de conservation UICN

 LC  : Préoccupation mineure
Persicaria hydropiper (L.) Spach ou Persicaria hydropiper (L.) Delarbre, la Renouée poivre d'eau (basionyme Polygonum hydropiper L.) - parfois appelée curage - est une espèce de plantes herbacées de la famille des Polygonacées qui pousse dans des zones humides, éventuellement semi-immergée dans les ruisseaux, les fossés inondés.
Son nom vient du goût fortement poivré des jeunes feuilles. Elle est utilisée au Bangladesh comme plante médicinale anti-hyperglycémique et comme condiment au Japon où elle est cultivée.

## Description

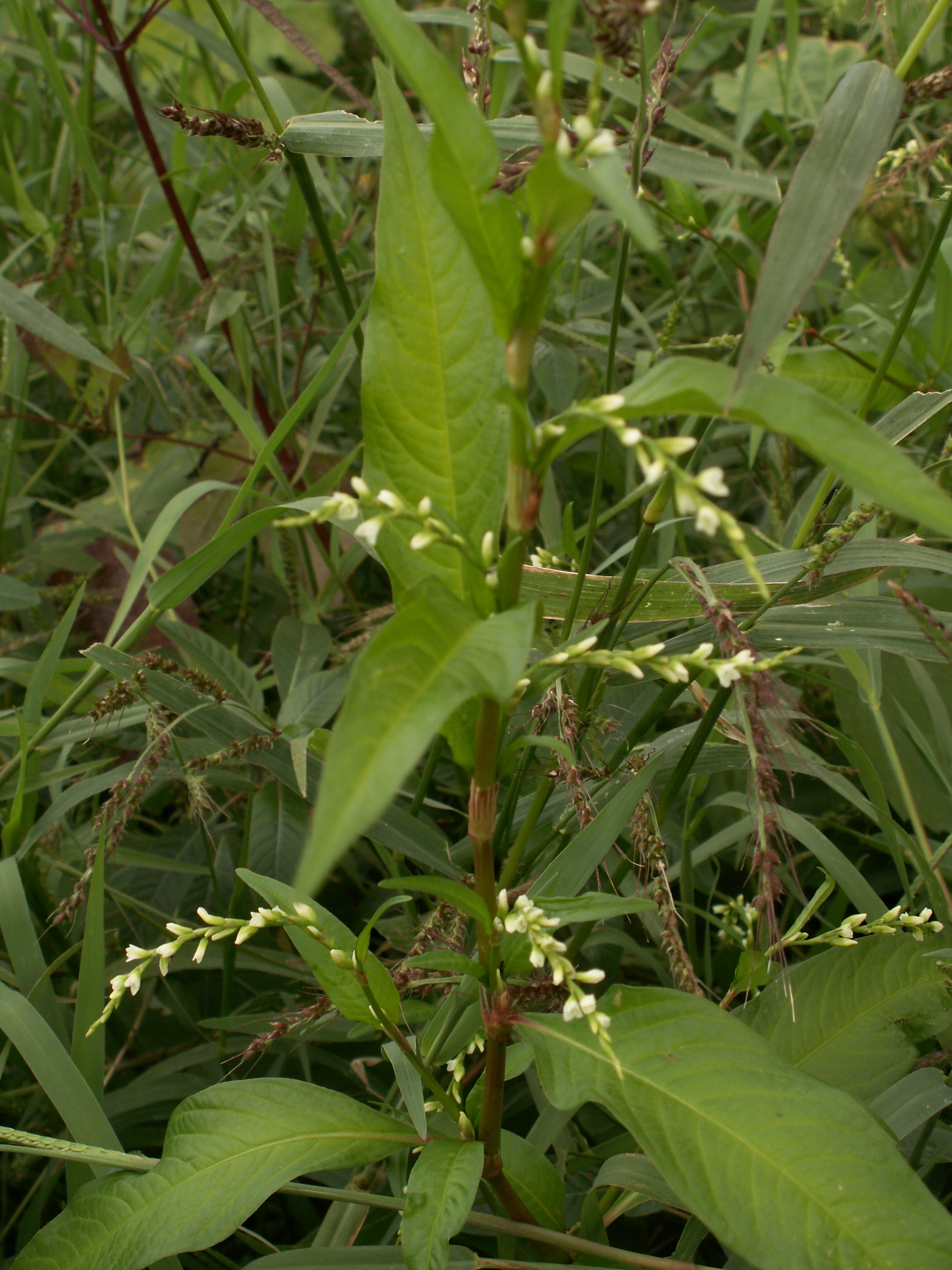
Renouée Poivre d'eau

### Caractéristiques
- Organes reproducteurs
  - Couleur dominante des fleurs : blanc, rose
  - Période de floraison : août-novembre
  - Inflorescence : épi de cymes triflores
  - Sexualité : hermaphrodite
  - Pollinisation : autogame
- Graine
  - Fruit : akène
  - Dissémination : hydrochore
- Habitat et répartition
  - Habitat type : friches annuelles hygrophiles eutrophiles pionnières, vasicoles
  - Aire de répartition : holarctique.

Données d'après : Julve, Ph., 1998 ff. - Baseflor. Index botanique, écologique et chorologique de la flore de France. Version : 23 avril 2004.

## Utilisation

### Usage alimentaires
Elle est utilisée en cuisine japonaise sur les sashimi et les amérindiens d'Amérique du nord utilisaient toutes les parties de cette plante comme condiment poivré (au début du XXe siècle, ils l'appelaient « poivre indien »).

### Usages médicinaux
La renouée poivre-d'eau était utilisée contre les maux de tête par les amérindiens d'Amérique du Nord.
Dans le cadre des recherches contre le vieillissement, une publication (2017) comparant les effets de 73 fruits et légumes sur 3 modèles de glycation classe la renouée poivre d'eau en seconde position pour ses effets anti-glycation, notamment à cause de la lutéine qu'elle contient.